# Министарство одбране (Финска)
Министарство одбране (фин. Suomen puolustusministeriö, швед. Försvarsministeriet) једно је од министарстава Државног савјета одговорно за руковођење националном одбраном у Финској.
Предсједник Републике Финске је врховни командант оружаних снага, а непосредно му је потчињен командант оружаних снага. Испод њега стоји начелник Команде оружаних снага, команданти војске, морнарице и ваздухопловства и ректор Националног универзитета одбране.